# Ернст Оцвірк
Е́рнст О́цвірк (нім. Ernst Ocwirk, 7 березня 1926, Відень — 23 січня 1980, Клайн-Пехларн) — австрійський футболіст, півзахисник. По завершенні ігрової кар'єри — тренер. Один з найкращих гравців в історії європейського футболу, за опитуванням IFFHS займає 31 місце серед найкращих футболістів XX століття і друге серед найкращих австрійських футболістів.
В ролі гравця насамперед відомий виступами за «Аустрію» (Відень) та «Сампдорію», а також національну збірну Австрії.

## Клубна кар'єра
Вихованець юнацьких команд футбольних клубів «Штадлау» та «Флорідсдорфер».
У дорослому футболі дебютував 1942 року виступами за команду клубу «Флорідсдорфер», в якій провів п'ять сезонів.
Своєю грою за цю команду привернув увагу представників тренерського штабу «Аустрії» (Відень), до складу якої приєднався 1947 року. Відіграв за віденську команду наступні дев'ять сезонів своєї ігрової кар'єри. Більшість часу, проведеного у складі «Аустрії», був основним гравцем захисту команди.
1956 року уклав контракт з клубом «Сампдорія», у складі якого провів наступні п'ять років своєї кар'єри гравця. Захищаючи кольори «Сампдорії», також здебільшого виходив на поле в основному складі команди.
1961 року повернувся до «Аустрії». Захищав її кольори до припинення виступів на професійному рівні 1963 року.

## Виступи за збірну
1945 року дебютував в офіційних матчах у складі національної збірної Австрії.
У складі олімпійської збірної був учасником футбольного турніру Олімпіади 1948 року у Лондоні
У складі національної збірної був учасником чемпіонату світу 1954 року у Швейцарії, на якому команда здобула бронзові нагороди, а сам Оцвірк зіграв у всіх п'яти матчах і забив два голи.
Всього протягом кар'єри у національній команді провів у формі головної команди країни 62 матчі, забивши 6 голів.

## Кар'єра тренера
Розпочав тренерську кар'єру 1962 року, очоливши тренерський штаб клубу «Сампдорія».
Потім очолював «Аустрію» (Відень) та «Кельн».
Останнім місцем тренерської роботи був клуб «Адміра-Ваккер», команду якого Ернст Оцвірк очолював з 1971 до 1973 року.
Помер 23 січня 1980 року на 54-му році життя у місті Клайн-Пехларн від розсіяного склерозу.

## Досягнення

### Як гравець
- Чемпіон Австрії: 1949, 1950, 1953, 1962, 1963
- Володар Кубка Австрії: 1948, 1949, 1962, 1963
- Бронзовий призер чемпіонату світу: 1954

### Як тренер
- Чемпіон Австрії: 1969, 1970
- Володар Кубка Австрії: 1967

## Факти
- Ернст Оцвірк помер 23 січня, того ж самого дня, що й інший видатний австрійський футболіст Маттіас Сінделар, але на 41 рік пізніше.